# Flammenwerfer 40
Il Flammenwerfer 40 o FmW 40 (in tedesco semplicemente "Lanciafiamme") era un lanciafiamme tedesco impiegato dalla Wehrmacht durante la seconda guerra mondiale.

## Storia
All'inizio della guerra il lanciafiamme principalmente utilizzato dalla Wehrmacht era il Flammenwerfer 35, pesante ben 35,8 kg. Al fine di ridurre il peso dell'arma ed aumentarne la maneggevolezza, nel 1940 fu adottato il Flammenwerfer 40. Oltre a pesare ben 14,5 kg meno del predecessore, i due serbatoi di forma anulari meglio si adattavano al trasporto a spalla. Tuttavia, prove in poligono dimostrarono una eccessiva vulnerabilità sul campo dei serbatoi, con conseguente cessazione della produzione. Presso i reparti operativi venne rapidamente rimpiazzato dal Flammenwerfer 41.

## Tecnica
I 7,5 kg di miscela incendiaria erano contenuti in un serbatoio anulare esterno, munito di spallacci di trasporto. Il serbatoio anulare interno conteneva invece il propellente, costituito da 5 l di azoto a 25 atm. Attraverso un tubo di gomma, avvolto da protezione metallica, la miscela incendiaria raggiungeva la lancia, munita di valvola di regolazione e di accenditore elettrico in volata. La lancia consentiva di lanciare 8-10 dardi ad una gittata di 25-30 m. La miscela Flammöl 19 era costituita da benzina e catrame.